# Giovanni Matteo De Candia
Giovanni Matteo De Candia, noto anche con lo pseudonimo di Mario (Cagliari, 17 ottobre 1810 – Roma, 11 dicembre 1883), è stato un tenore e patriota italiano, uno dei più famosi cantanti italiani dell'Ottocento.

## Biografia

### Primi anni
Giovanni Matteo De Candia nacque a Cagliari il 17 ottobre del 1810 da una famiglia dell'aristocrazia del regno di Sardegna di origine campana. Gli antenati di Mario erano corallari di Torre del Greco che si trasferirono a Alghero,dove, avendo acquisito una posizione economica rilevante, il bisnonno di Mario fu insignito del titolo di cavaliere da Vittorio Amedeo III nel 1779. Suo padre si stabilì poi a Cagliari in Sardegna. (vedi Il tenore gentiluomo cit. in nota, pp. 9–10). Il suo titolo era di cavaliere nobile, come tale aveva diritto al trattamento di don (non era, come si disse, conte o marchese). Suoi parenti erano alla corte di Torino e suo padre, don Stefano de Candia, comandante del Reggimento Cacciatori Guardie, fu Aiutante di campo del re Carlo Felice e Regio Governatore Generale di Nizza, arrivando al grado di generale. 
La decisione di Giovanni De Candia di diventare un cantante professionista derivò da varie circostanze. Aveva circa sei anni quando la famiglia si trasferì da Cagliari in Liguria e in Piemonte. Nel 1822 entrò all'Accademia Reale di Torino ed ebbe fra i compagni di studi il futuro primo ministro, Camillo Cavour. Dopo gli studi in Accademia, mentre era di servizio come luogotenente nei Cacciatori Guardie, il Reggimento comandato da suo padre, contrasse debiti che il padre rifiutò di pagare per lui. Com'è attestato dalle lettere al fratello Carlo, egli gettò allora la divisa e fuggì a Parigi, fece parlare di se per la sua bella voce che ebbe modo di sfoggiare in alcuni salotti (specie in quello della principessa Cristina Belgiojoso dove cantava spesso) e nell'ambiente liberale della città. Fu allora "promosso"conte o marchese senza che egli si peritasse di precisare che era soltanto cavaliere nobile. Per mitigare l'opposizione paterna alla carriera nello spettacolo (considerata non consona per un nobile), al suo debutto il 30 novembre 1838 adottò un nome d'arte di una sola parola, Mario. Tuttavia negli scritti che si riferiscono a lui è indicato talvolta anche col nome di battesimo, mentre in molti altri e nei ritratti presenti alla biblioteca nazionale di Parigi è indicato come Mario De Candia o de Candia.

### Debutto e primi successi
Poiché possedeva una voce naturale molto bella, Giovanni fu segnalato dal direttore dell'Opéra e dall'editore Schlesinger al compositore Giacomo Meyerbeer che decise il suo debutto nelle riprese della sua opera Robert le diable nel ruolo del titolo (v. La France Musicale, La revue et gazette musicale etc. di novembre-dicembre 1838.), con Nicolas Levasseur. 
Studiò il ruolo sotto la guida del tenore Ponchard, dell'ex-tenore italiano Marco Bordogni e dello stesso Meyerbeer.  Fece il suo debutto all'Opéra il 30 novembre 1838. Meyerbeer aveva creato un recitativo ed un'aria apposta per lui nel secondo atto. L'aria in origine era divisa in due parti, un andante ed una marcia.  Mario cantò la marcia soltanto alla prima, con fatica, e Meyerbeer la tagliò lasciando solo la scena e l'andante. Dopo molte recite di Robert le diable Mario cantò con successo Le Comte Ory di Rossini e, nel 1840,  cantò nella prima assoluta di Le drapier di Fromental Halévy, sempre all'Académie Royale de Musique con Levasseur.
Nel frattempo, nel 1839 debuttò tra gli applausi a Londra, all'His Majesty's Theatre come Gennaro nella Lucrezia Borgia di Donizetti ed ebbe per la prima volta collega oltre ad Antonio Tamburini la già celebre Giulia Grisi.
Nonostante l'immediato successo, dovuto alla sua voce e all'elegante presenza scenica, Mario decise di non restare all'Opéra e passò al Théâtre Italien, dove si esibivano regolarmente cantanti illustri come Giovanni Battista Rubini, Tamburini e Luigi Lablache. 
La sua prima apparizione fu nella parte di Nemorino nell'Elisir d'amore di Donizetti con la Grisi, Tamburini e Lablache nel 1839.
Ancora nel 1840 è Gennaro in Lucrezia Borgia con la Grisi, e Tamburini al Théâtre Italien.
La calorosissima accoglienza che Mario ricevette nelle opere italiane superò quella che aveva avuto nelle opere francesi ed egli acquisì in fretta una fama a livello europeo per la bellezza del suo canto e l'eleganza del suo portamento. Aveva un bel viso ed una figura snella e una bella voce lirica, benché meno perfetta di quella del più anziano tenore virtuoso Giovanni Battista Rubini, di cui divenne il successore a Parigi e a Londra, e meno potente di quella del più giovane rivale ed amico Enrico Tamberlik; si affermò per la grazia la morbidezza vocale, il portamento e la recitazione che migliorò nel corso degli anni. George Bernard Shaw scrisse che il suo canto si caratterizzava per un netto vibrato, ma, essendo nato nel 1856, aveva udito Mario a fine carriera, mentre lui era ancora un ragazzo.

### Parigi, San Pietroburgo, Londra e altrove
Al Théâtre-Italien nel 1841 Mario è Orombello in Beatrice di Tenda con Fanny Tacchinardi e Giorgio Ronconi e Decio ne La Vestale di Spontini, con Giulia Grisi e Felice Varesi e nel 1842 Faone in Saffo di Pacini con la Grisi ed il visconte Sirval in Linda di Chamounix con la Tacchinardi, Marietta Brambilla e Luigi Lablache.
Il più importante dei ruoli scritti per Mario, dove riscosse enorme successo, fu quello di Ernesto nel Don Pasquale di Donizetti, cantato al Teatro Italiano di Parigi a gennaio del 1843 e poi anche all'Her Majesty's Theatre di Londra. Sempre nello stesso anno è Alamiro in Belisario al Théâtre-Italien con la Grisi e nel 1844 il protagonista nella prima assoluta di Don Carlos di Michael Costa nell'Her Majesty's Theatre dove nel 1846, con la Grisi, è Oronte ne I Lombardi alla prima crociata.
Nello stesso anno al Théâtre-Italien, ancora accanto alla Grisi è Alberto Doria in La fidanzata corsa di Giovanni Pacini, Gualtiero nel Pirata e Jacopo Foscari nei Due Foscari.
Nel 1842 egli cantò al Teatro Italiano nella prima assoluta dello Stabat Mater di Rossini nel 1842. Verdi scrisse per lui una cabaletta nuova nella principale aria tenorile dei Due Foscari per la messa in scena parigina. 
Nei ruoli tradizionali, le più grandi prestazioni di Mario erano nei ruoli di Otello nell'omonima opera di Rossini, Gennaro in Lucrezia Borgia, il conte d'Almaviva nel Barbiere di Siviglia, Arturo nei Puritani, Elvino nella Sonnambula, Fernando nella  Favorita, etc. Nella seconda parte della sua carriera, dopo aver cantato I Lombardi e I due Foscari, affrontò con successo il repertorio verdiano mettendo in repertorio Rigoletto, Il trovatore, La Traviata e Un ballo in maschera, che presentò in prima esecuzione in Francia.
I principali palcoscenici dei suoi trionfi furono l'Her Majesty's Theatre e la Royal Opera House  a Londra  (Covent Garden) ed il Théâtre Italien a Parigi. 
Cantò a Londra dal 1847 al 1867 e di nuovo nel 1871.
Nel 1847 fu Idreno in Semiramide di Rossini al Covent Garden con la Grisi e Marietta Alboni.
A Londra Mario strinse amicizia con Giuseppe Mazzini, smistando a Parigi la sua posta da e per Londra per sottrarla alle spie, finanziando sue iniziative e ospitandolo nella sua casa parigina alla vigilia del '48. Conobbe Garibaldi e finanziò l'impresa dei Mille.
Mario fece anche qualche apparizione occasionale in oratori, per esempio al festival di Birmingham nel 1849 ed al festival di Hereford nel 1855. Intraprese anche una serie di tour concertistici in giro per il Regno Unito. 
Cantò inoltre a Madrid e a Barcellona e, più volte, al Teatro Imperiale (Bolsh'oi o Teatro di pietra) di San Pietroburgo.
Nel 1852 acquistò la principesca villa Salviati a Firenze. Nei suoi saloni riceveva molte distinte figure della cultura e dell'aristocrazia europea e qui ricevette la visita di Giuseppe Garibaldi.

### La Grisi e la famiglia

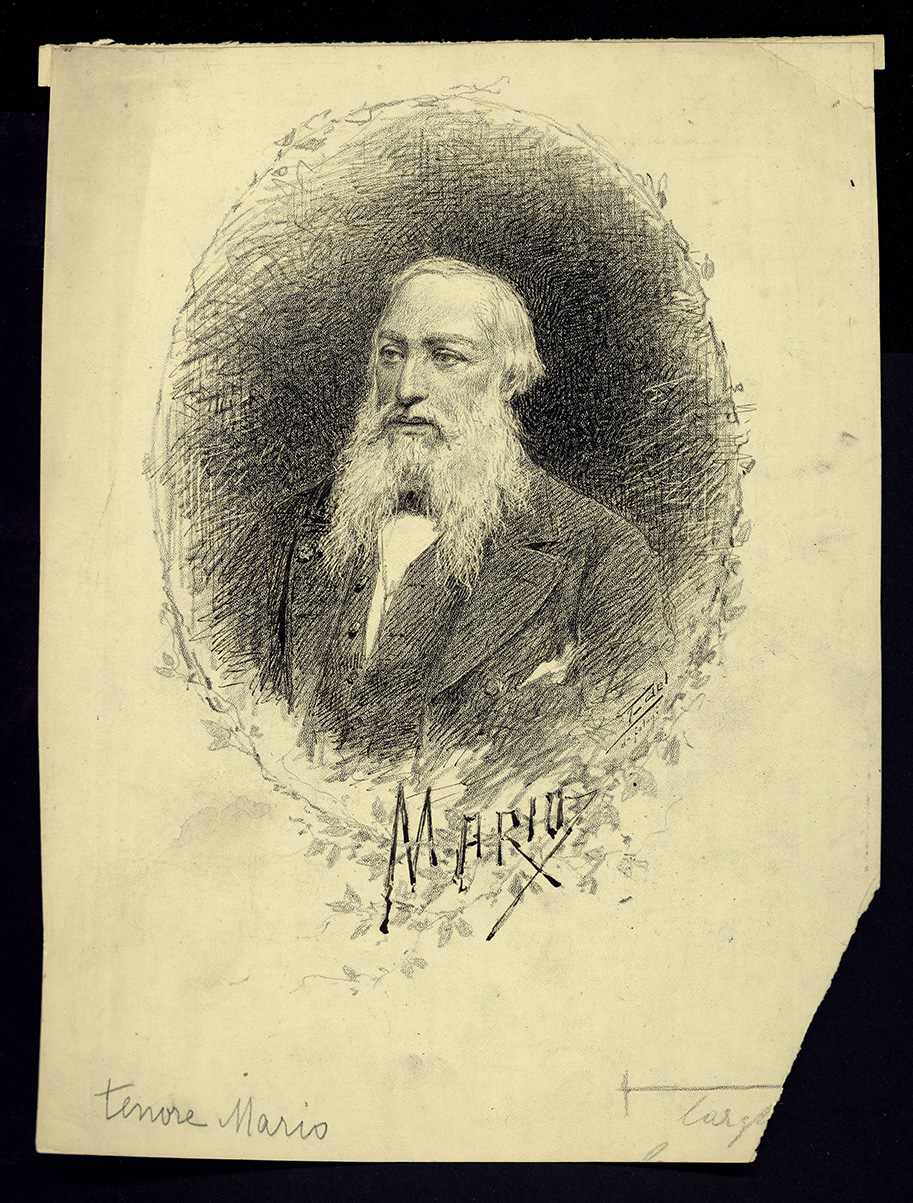
Mario De Candia negli ultimi anni

Nel 1854 Mario fece un tour di circa sei mesi negli Stati Uniti con Giulia Grisi. Dal 1840 la Grisi era la sua compagna, benché essa non avesse mai ottenuto il divorzio dal suo primo marito Gérard de Mercy. Ella aveva anche avuto un figlio da lord Castlereagh junior. Mario e la Grisi ebbero sei figlie, tre delle quali morirono bambine. Una delle figlie era Cecilia Maria de Candia, moglie dell'inglese Godfrey Pearse e autrice di una biografia del padre piuttosto fantasiosa, fonte dei tanti errori passati poi anche in autorevoli pubblicazioni.
Nel 1869 la Grisi morì a Berlino durante un viaggio verso la Russia. Nell'ultima stagione a Pietroburgo le figlie furono affidate a tutori scelti dalla loro madrina, la duchessa di Leuchtenberg, presidente dell'Accademia Russa di Belle Arti.

### Gli ultimi anni
Tornato dalla Russia, Mario dette il suo trionfale addio alle scene al Covent Garden con La Favorita il 19 luglio 1871. Ma la sua carriera ebbe un'appendice americana: un giro di concerti di sei mesi con Carlotta Patti (sorella della giovane Adelina Patti amica di Mario e della Grisi).
Nell'Italia ormai unita Mario si sistemò per gli ultimi anni a Roma, nuova capitale d'Italia. Visse fra difficoltà finanziarie: aveva dissipato il suo patrimonio anche a causa di affari sballati, della sua generosità e delle spese stravaganti. Nel 1880 fu organizzato per lui un concerto di beneficenza a Londra. Una pensione fornitagli dagli amici inglesi gli consentì una vita decorosa. Morì a Roma nel 1883 ed è sepolto nella sua città natale, Cagliari, nel cimitero monumentale di Bonaria in una cappella che egli stesso s'era fatto edificare.

## Nota sul palazzo avito
Non esiste un vero e proprio "palazzo avito" dei De Candia. Nella prima infanzia il futuro tenore visse con la famiglia nella via Dritta (oggi via Lamarmora), dov'era nato, a Cagliari nel rione Castello. Mentre lui era a Parigi, pensionatosi il padre, la famiglia tornò a Cagliari e visse di nuovo in affitto. Nel 1846 Mario acquistò per la madre, rimasta vedova, una casa in Contrada Santa Caterina 1, oggi, probabilmente, via Canelles 5, inviandovi di tempo in tempo molti oggetti d'arte, sino a costituire una pregevole collezione, andata poi dispersa. Il fratello Carlo comprò invece un palazzo nei paraggi, all'inizio della via dei Genovesi. La facciata è disegnata in stile neoclassico forse dall'architetto Gaetano Cima, o forse dallo stesso Carlo de Candia. Al piano nobile insistono vaste sale con alcuni dipinti ed una terrazza con vista panoramica sul golfo di Cagliari
.

## Repertorio (parziale)
| Ruolo                    | Titolo                         | Autore     |
| ------------------------ | ------------------------------ | ---------- |
| Masaniello               | La muta di Portici             | Auber      |
| Gualtiero                | Il pirata                      | Bellini    |
| Arturo                   | La straniera                   | Bellini    |
| Elvino                   | La sonnambula                  | Bellini    |
| Pollione                 | Norma                          | Bellini    |
| Orombello                | Beatrice di Tenda              | Bellini    |
| Arturo Talbot            | I puritani                     | Bellini    |
| Paolino                  | Il matrimonio segreto          | Cimarosa   |
| Marco Orazio             | Gli Orazi e i Curiazi          | Cimarosa   |
| Marchese Enrico          | L'ajo nell'imbarazzo           | Donizetti  |
| Riccardo Percy           | Anna Bolena                    | Donizetti  |
| Nemorino                 | L'elisir d'amore               | Donizetti  |
| Crispo                   | Fausta                         | Donizetti  |
| Gennaro                  | Lucrezia Borgia                | Donizetti  |
| Fernando                 | Marin Faliero                  | Donizetti  |
| Edgardo di Ravenswood    | Lucia di Lammermoor            | Donizetti  |
| Alamiro                  | Belisario                      | Donizetti  |
| Fernando                 | La favorita                    | Donizetti  |
| Carlo                    | Linda di Chamounix             | Donizetti  |
| Ernesto                  | Don Pasquale                   | Donizetti  |
| Lionello                 | Martha                         | Flotow     |
| Faust                    | Faust                          | Gounod     |
| Romeo Montecchi          | Romeo e Giulietta              | Gounod     |
| Eleazaro                 | L'ebrea                        | Halévy     |
| Viscardo                 | Il giuramento                  | Mercadante |
| Roberto Rambaldo         | Roberto il diavolo             | Meyerbeer  |
| Raul de Nagis            | Gli ugonotti                   | Meyerbeer  |
| Jean de Leyde            | Il profeta                     | Meyerbeer  |
| Don Giovanni Don Ottavio | Don Giovanni                   | Mozart     |
| Fernando                 | Così fan tutte                 | Mozart     |
| Tamino                   | Il flauto magico               | Mozart     |
| Faone                    | Saffo                          | Pacini     |
| Alberto Doria            | La fidanzata corsa             | Pacini     |
| Lindoro                  | L'italiana in Algeri           | Rossini    |
| Conte d'Almaviva         | Il barbiere di Siviglia        | Rossini    |
| Don Ramiro               | La Cenerentola                 | Rossini    |
| Otello                   | Otello                         | Rossini    |
| Giannetto                | La gazza ladra                 | Rossini    |
| Uberto                   | La donna del lago              | Rossini    |
| Idreno                   | Semiramide                     | Rossini    |
| Conte Ory                | Il conte Ory                   | Rossini    |
| Decio                    | La Vestale                     | Spontini   |
| Oronte                   | I Lombardi alla prima crociata | Verdi      |
| Jacopo Foscari           | I due Foscari                  | Verdi      |
| Duca di Mantova          | Rigoletto                      | Verdi      |
| Manrico                  | Il trovatore                   | Verdi      |
| Alfredo Germont          | La traviata                    | Verdi      |
| Riccardo                 | Un ballo in maschera           | Verdi      |